# Montvale
Montvale – jednostka osadnicza w Stanach Zjednoczonych, w stanie Wirginia, w hrabstwie Bedford.